# 2023年—2024年不丹國民議會選舉
2023—2024年不丹國民議會選舉採用兩輪選舉制，改選國民議會全部47席。第一輪投票於2023年11月30日舉行，結果由前首相策林·托傑所屬的人民民主黨和新成立的不丹緣慶黨勝出；反對黨不丹和平與繁榮黨和卸任首相洛塔·策林所屬的不丹統一黨則以第三位和第四位的成績落敗，並失去所有議席。最終人民民主黨在2024年1月9日舉行的第二輪投票中贏得30席，取得大多數議席，托傑也得以回任首相。
在本屆選舉中，各政黨和選民最關注的是經濟復甦、人才外流等經濟、社會議題，而儘管卸任政府與中華人民共和國簽訂了多項雙邊協議，為劃定中不永久邊界鋪路，引起印度的擔憂，但外交議題對投票意向的影響不大。

## 背景

### 政治局勢
對上一次國民議會選舉在2018年舉行，結果不丹統一黨首次進入國會並成為多數黨，不丹和平與繁榮黨仍然是反對黨，原首相策林·托傑所屬的人民民主黨則意外在第一輪投票中落敗。選後不丹統一黨黨魁洛塔·策林取代托傑擔任首相，這是不丹歷史上第三次政黨輪替。
旅遊業佔不丹經濟的比例不大，卻是該國主要的外匯收入來源，但和其他國家一樣，該國的旅遊業也在2019冠狀病毒病疫情期間受到衝擊，到選前仍然沒有回復到疫情前的水平。另外，由於經濟低迷、職位不足、技能錯配、年輕人不願加入私人企業等因素，截至2022年，不丹的青年失業率已上升到29%，為6年新高。而自2018年選舉以來，為了謀求更好的進修、就業和升遷機會，很多年輕人都選擇移民外國，其中澳洲是最熱門的移民目的地，據當地傳媒報導，2022年7月至2023年7月期間，獲發澳洲簽證的不丹青年共有1.5萬人，佔全國人口將近2%，比過去6年的總和還要多。
地緣政治方面，原政府於2021年與中華人民共和國簽署備忘錄，同意加快劃定永久邊界、促進兩國建交的進程。兩國復於2023年10月簽署另一份協議，確定中不劃界聯合技術小組的職能；同年洛塔·策林接受《自由比利時報》訪問時表示希望在一到兩輪會談後解決中不邊界問題。選舉期間，英國漆咸樓引用衛星圖像，指出中國大陸在不丹北部的吉格弄山谷興建新村、道路等基建設施，又認為中不邊境談判如果促成換地協議，就會引起印度的憂慮，因為其中一個爭議地區——洞朗地區鄰近連接印度東北部和其他地區的西里古里走廊，對印度具有重大的戰略意義。各黨都在競選政綱中提到要加強和印度的關係。
不丹統一黨在上屆議會任期內贏得四場補選，其中三個選區原由和平與繁榮黨經營。政府任期於2023年11月1日結束後，國王隨即任命首席大法官乔家尔·达戈·里格津領導臨時政府，在選舉期間代行首相職權。

### 選舉制度
國民議會每屆任期五年，47名議員由兩輪選舉制選出。在第一輪投票中，各政黨須派出候選人參加所有47個選區的初選，而選民可在第一輪投票投選屬意的政黨，得票最多的兩個政黨將進入第二輪投票。在第二輪投票中，在每一個選區取得多數選票的候選人將當選國民議會議員。選民可使用電子投票機投票（但電子投票機不設白票選項），或使用郵遞投票。另外，主管選舉的不丹選舉委員會須為殘疾人士提供特別早期投票服務。

## 競選活動
本次選舉共有5個政黨參選，創下歷史新高，這包括在2022年成立的不丹團結黨，以及在2023年成立的不丹緣慶黨；競選經費不足、處於無領袖狀態的不丹人人平等黨則於2023年宣布解散。在本屆選舉中，經濟是主要的競選議題——在11月7日的電視辯論中，各黨領袖都就復甦經濟提出各自的看法，以至於卸任首相策林認為各黨在這方面的立場主張都大同小異；他在辯論中提及上屆政府在學校推廣程式編寫課程、增加醫療設施和促進經濟增長的政績。托傑主張吸引外商直接投資、設立私人電視台，以及擴大當地旅遊業的規模。和平與繁榮黨黨魁多吉·旺迪則主張延續該黨執政期間（2008年—2013年）的政綱，即繼續水電開發。各黨還列舉了詳細的教育政綱，提出了增加教師薪酬及福利、增加學校行政效率、增設托兒所、幼稚園及學校、推廣理工科教育等政見。選民則普遍關注人才外流和失業等經濟問題，外交議題對選民的投票意向無甚影響力。在本次選舉中，各黨均以冷靜的態度進行競選。競選期間，媒體仲裁處（Office of Media Arbitrator）共發現13則涉嫌抹黑政黨的社交媒體貼文，比往屆選舉少。

## 選舉結果
| 政党                                                             | 政党               | 第一轮  | 第一轮 | 第一轮 | 第二轮  | 第二轮 | 第二轮 | +/–    |  |
| 政党                                                             | 政党               | 票数    | %      | 席数   | 票数    | %      | 席数   | +/–    |  |
| ---------------------------------------------------------------- | ------------------ | ------- | ------ | ------ | ------- | ------ | ------ | ------ |  |
|                                                                  | 人民民主黨         | 133,217 | 42.54  | –      | 179,652 | 54.98  | 30     | +30    |  |
|                                                                  | 不丹緣慶黨         | 61,331  | 19.58  | –      | 147,123 | 45.02  | 17     | 新政黨 |  |
|                                                                  | 不丹和平與繁榮黨   | 46,694  | 14.91  | 0      |         |        |        | –17    |  |
|                                                                  | 不丹統一黨         | 41,106  | 13.13  | 0      |         |        |        | –30    |  |
|                                                                  | 不丹團結黨         | 30,814  | 9.84   | 0      |         |        |        | 新政黨 |  |
| 总共                                                             | 总共               | 313,162 | 100.00 | 0      | 326,775 | 100.00 | 47     | –      |  |
|                                                                  |                    |         |        |        |         |        |        |        |  |
| 总票数                                                           | 总票数             | 313,162 | –      |        | 326,775 | –      |        |        |  |
| 已登记选民／投票率                                               | 已登记选民／投票率 | 497,058 | 63.00  |        | 498,135 | 65.60  |        |        |  |
| 资料来源：第一輪：不丹選委會、昆色尔；第二輪：不丹選委會、昆色尔 |                    |         |        |        |         |        |        |        |  |

第一輪投票於2023年11月30日舉行，投票時間為上午8點至下午4點，投票率為63%。結果顯示前首相托傑所屬的人民民主黨獲得約43%的選票，遠超排名第二的緣慶黨；卸任首相策林所屬的不丹統一黨僅獲得16%的選票，排名第四，反對黨和平與繁榮黨則名列第三，均未能進入第二輪投票。由此人民民主黨和緣慶黨獲得參加第二輪投票的資格，不丹統一黨延續執政黨在選舉中落敗的規律，和平與繁榮黨則是自2008年以來首次未能晉身國會。
第二輪投票於2024年1月9日舉行，投票時間為上午8點至下午4點，投票率約66%。和2018年選舉相似的是，重返執政的人民民主黨獲得30席，成為反對黨的緣慶黨則獲得17席，其勝出的選區都位於不丹東部。托傑在1月28日正式接受國王吉格梅·凱薩爾·納姆耶爾·旺楚克任命，回任首相。